# 秀村選三
秀村 選三（ひでむら せんぞう、1922年12月10日 -2021年4月15日）は、日本の日本社会経済史学者。九州大学名誉教授。

## 経歴
1922年、福岡県福岡市にて出生。福岡中学校（現福岡県立福岡高等学校）を卒業後、福岡高等学校 (旧制)で学んだ。1942年、京都帝国大学経済学部に入学。京大への志望理由は、当時同大学教授で日本経済史学の権威として知られた本庄栄治郎の下で学ぶためであった。太平洋戦争の戦局悪化に伴い、1943年9月、学徒出陣で海軍に入隊して突撃部隊に所属。
終戦後に復学するが、経済難で学費が払えなくなり、当時京大教授であった蜷川虎三の勧めで故郷に近い九州帝国大学法文学部に転校。1946年5月より九州帝国大学の宮本又次、竹内理三、喜多野清一らの下で学んだ。
1951年、九州大学経済学部助教授に就いた。1966年、経済学部教授に昇格。1970年、学位論文『幕末期辺境における農業と社会 : 薩摩藩大隅国高山郷々士守屋家の研究』を提出して文学博士号を取得。1986年に九州大学を退任し、名誉教授となった。その後は1998年まで久留米大学教授を務めた。
2021年4月15日、福岡県福岡市にて死去。無教会主義のクリスチャンであった。

## 受賞・栄典
- 2005年：徳川賞受賞。
- 2007年：日本学士院賞、恩賜賞を受賞[6][7]。『幕末期薩摩藩の農業と社会　－大隅国高山郷士守屋家をめぐって－』の功績に対して。

## 研究内容・業績
専門は経済史で、在地に残る史料を収集しながら近現代日本の社会経済を研究した。

## 家族・親族
- 兄：秀村欣二は西洋史(古代ローマ史)研究者。東京大学名誉教授。

## 著作

### 著書
- 『筑前国宗像郡吉田家家事日記帳』文献出版 2002
- 『幕末期薩摩藩の農業と社会－大隅国高山郷士守屋家をめぐって』創文社 2004
- 『森俊蔵日露戦役従軍日記』高志書院 2004-06
- 『筑前福岡藩史料雑纂』九州大学出版会 2006

### 編著・校訂
- 『薩摩藩の基礎構造』編. 御茶の水書房, 1970
- 『博多津要録』全3巻 [原田安信 撰], 秀村選三 [等]校註. 西日本文化協会, 1975-78
- 『九州石炭礦業史資料目録』第1-11集 編集代表: 秀村選三. 西日本文化協会, 1975-85
- 『薩摩藩の構造と展開』編. 西日本文化協会, 1976
- 『明治前期肥前石炭礦業史料集』秀村選三[ほか]校註. 文献出版, 1977
- 『近代経済の歴史的基盤』秀村選三 [等]共編. ミネルヴァ書房, 1977
- 『守屋舎人日帳』全11巻  校註. 文献出版, 1978-91
- 『近世福岡博多史料 第1集 編. 西日本文化協会, 1981
- 『筑前国革座記録』上中下 (部落解放史史料叢書 秀村選三 [ほか]校訂. 福岡部落史研究会, 1981-84
- 『九州史料落穂集』第1-12冊 編集校訂. 文献出版, 1982-2001
- 『筑肥国境脊振山争論文書』(地域史資料叢書 監修, 大賀舜之助・木山厚・舌間三郎校訂. 九州大学出版会, 2001
- 『筑前国宗像郡吉田家家事日記帳』秀村選三 [ほか]校註・解題. 文献出版, 2002.9
- 『豊前國宇佐郡下麻生村年代記』監修, 麻生仁人, 麻生京子校註. 高志書院, 2003

## 関連資料
- 「日記にみる学徒動員:秀村選三日記 1941-1943」『西日本文化』507, 2003年, 8-12頁.
- 秀村選三「戦中派学生から日本社会経済史研究への道」『経済史研究』第20号、大阪経済大学日本経済史研究所、2017年、133-160頁。
- 「追悼秀村選三先生」今野孝・佐伯弘次・古賀康士『九州大学附属図書館付設記録資料館ニューズレター』16, 九州大学附属図書館付設記録資料館, 2022年doi.